# KkStB 4
Die Dampflokomotivreihe kkStB 4 war eine Schnellzug-Schlepptenderlokomotivreihe der k.k. österreichischen Staatsbahnen (kkStB), deren Lokomotiven ursprünglich von verschiedenen verstaatlichten Privatbahnen stammten, für diese von der kkStB bestellt oder von der kkStB selbst beschafft wurden.

## Geschichte

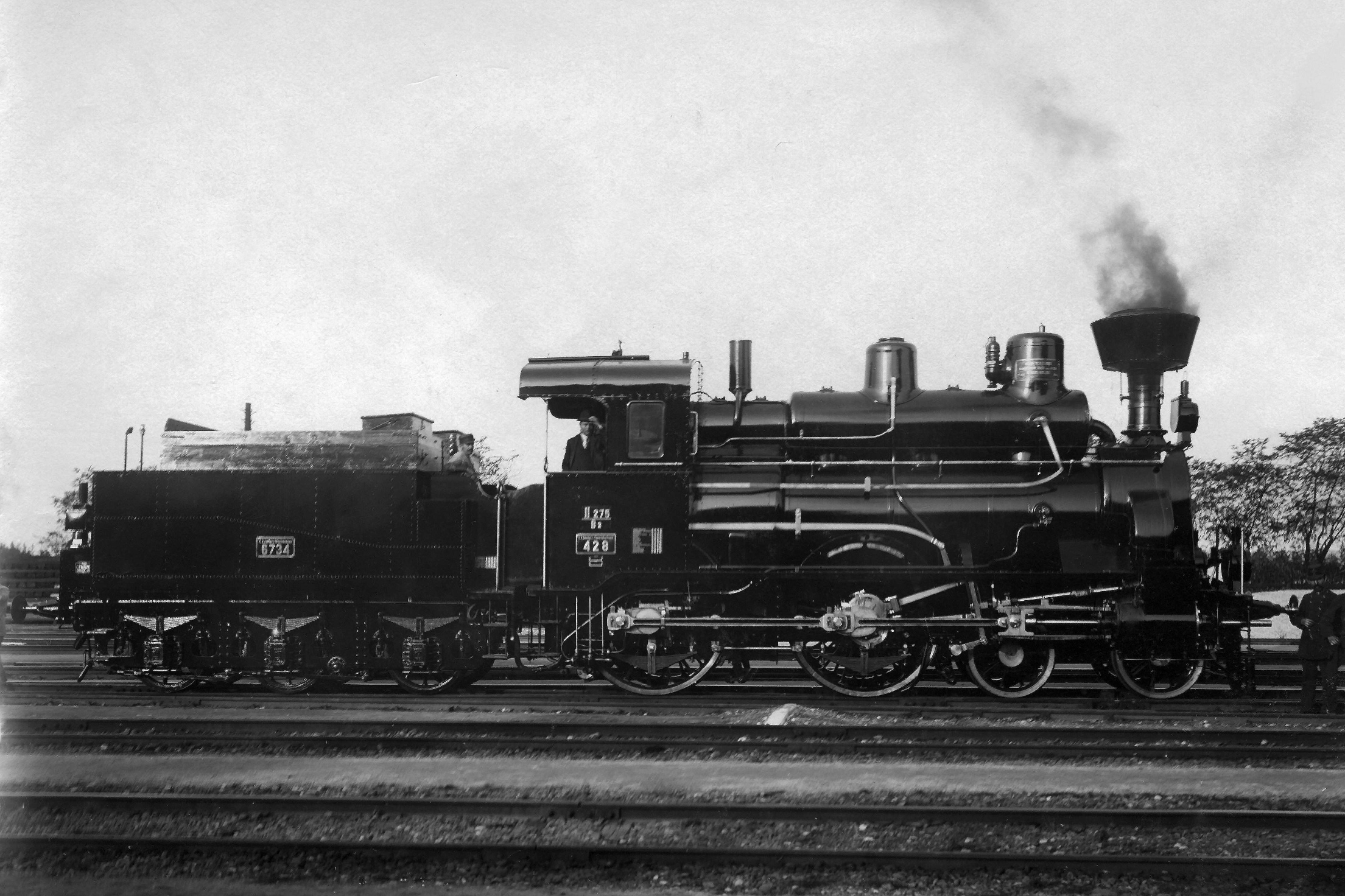
Die kkStB 4.28 war mit einem Brotankessel ausgestattet

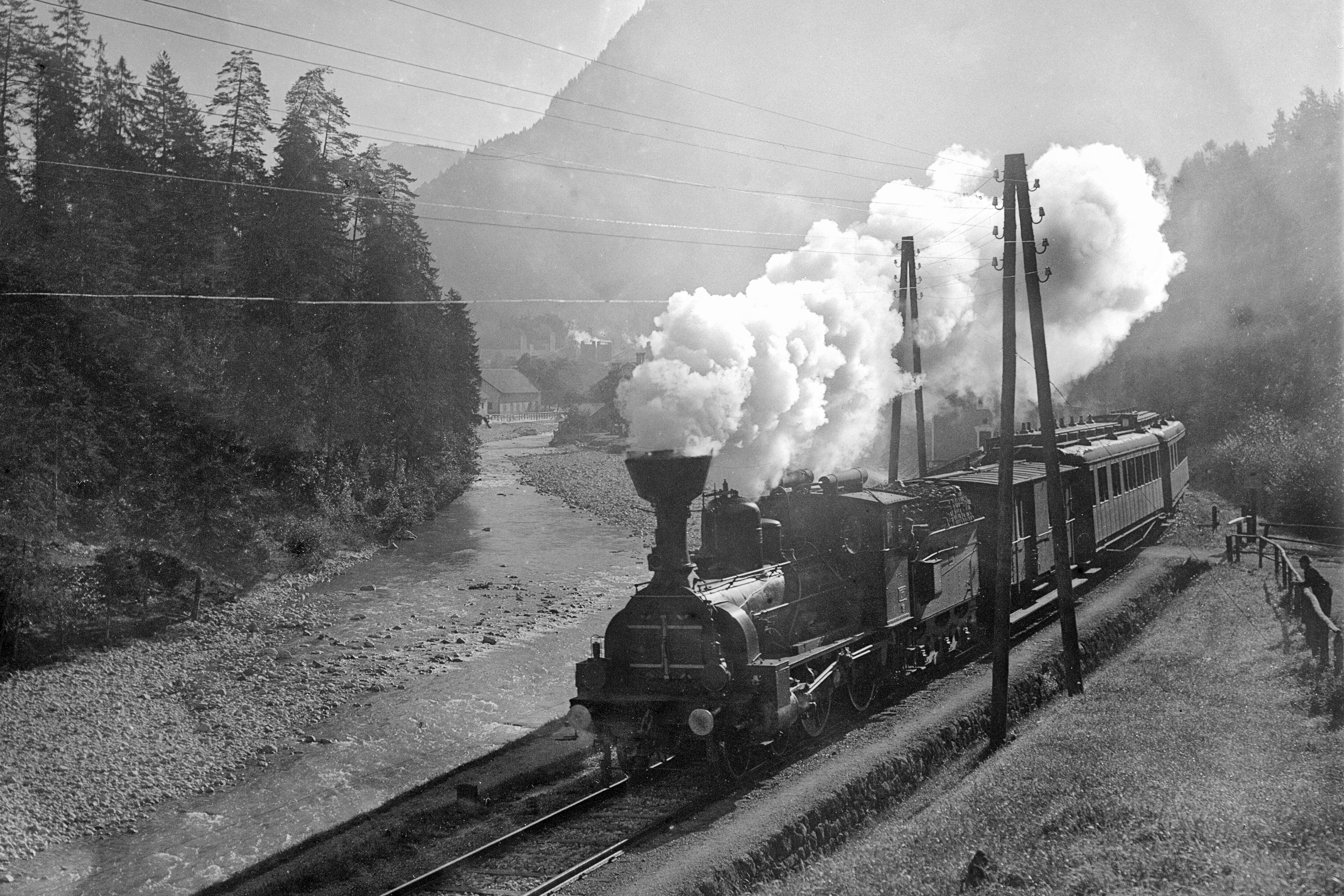
Schnellzug mit Lok der Reihe 4 auf der Salzkammergutbahn bei Bad Aussee (1900)

Die Reihe 4 war die erste von der kkStB selbst beschaffte Schnellzuglokomotive, die sich aber noch stark an vorhandenen Vorbildern orientierte und eine Weiterentwicklung der Baureihe kkStB 1 war.
Mit den von Privatbahnen übernommenen und umgebauten Maschinen erreichte diese Reihe immerhin eine Stückzahl von 213 Loks.
Geliefert wurden die Loks dieser Reihe von der Wiener Neustädter Lokomotivfabrik, von der Lokomotivfabrik Floridsdorf, von Krauss in Linz und der Lokomotivfabrik der StEG.
Die Maschinen 4.01–180 wurden von der kkStB selbst beschafft, die 4.181–193 entstanden durch Umbau aus kkStB 3.01–13.
Die 4.194–195 wurden von der kkStB für die Lemberg-Czernowitz-Jassy-Eisenbahn (LCJE) bestellt und die 4.196–199 stammten von der Böhmischen Westbahn (BWB).
Die vier BWB-Maschinen hatten ursprünglich die Namen GERSTNER, REDTENBACHER, SCHNIRCH und VIGNOLES.
Die 4.201–214 schließlich entstanden 1904 durch Umnummerierung aus den kkStB 104.01–14, von denen die ersten 13 ursprünglich von der kkStB für die Kaiser-Franz-Josephs-Bahn beschafft wurden.
Die 4.214 war auf der Strecke Niederlindewiese–Barzdorf eingesetzt.
Die Privatbahnen hatten ihre Lokomotiven nach Vorbild der kkStB-Reihe fertigen lassen.
Der Vollständigkeit halber sei angemerkt, dass die 4.100–199 1904 durch Umnummerierung aus den
5.00–99 hervorgingen.
Die Eisenbahn Wien-Aspang hatte weitgehend ähnliche Lokomotiven im Einsatz, die als Reihe IIa bezeichnet wurden. Ebenso besaß die Chemin de fer Orientaux (CFO) 16 weitgehend baugleiche Maschinen, die von Krauss und StEG gefertigt wurden. Sieben diese Maschinen kamen 1929 zur Chemin de fer Franco-Hellenique (CFFH) als Nachfolgerin der CFO. Die letzte Maschine, Nr. 102, wurde von den CFFH 1953 abgestellt. Sie ging zusammen mit der CFFH 1955 an die griechischen Staatsbahnen (SEK), die sie noch in die Reihe Γβ einordnete, jedoch ebenfalls nicht mehr einsetzte. Bereits 1923 hatten die SEK fünf Maschinen von der CFO übernommen.
Nach dem Ersten Weltkrieg kamen Vertreterinnen der Reihe 4 zu den PKP als Reihe Od13, zu den ČSD als Reihe 254.2, zu den FS als Reihe 543, zu den Eisenbahnen des Königreichs der Serben, Kroaten und Slowenen und CFR, die ihnen vor der Ausmusterung keine eigene Reihennummer zuwiesen, und zu den BBÖ unter Beibehaltung der Reihennummer.
Die ČSD schieden ihre Maschinen bis 1937 aus, die BBÖ stellten sie bis 1930 außer Dienst.
Bei der Deutschen Reichsbahn erhielten die noch vorhandenen Maschinen während des Zweiten Weltkrieges die Baureihenbezeichnung 36.70.
Die in der Tabelle angegebenen Dimensionen verstehen sich als typische Werte dieser zusammengewürfelten Reihe.